# Zuzanna Maciejewska
Zuzanna Maciejewska (ur. 19 stycznia 1995 w Toruniu) – polska tenisistka, mistrzyni Polski w 2014 w deblu w parze z Magdaleną Fręch oraz dwukrotna halowa wicemistrzyni Polski w deblu (w 2014 w parze z Aleksandrą Buczyńską oraz w 2015 w parze z Magdaleną Fręch).
Maciejewska w 2012 klasyfikowana była na 11. miejscu w rankingu łączonym juniorów opracowywanym przez Międzynarodową Federację Tenisową.
Triumfowała w 2 turniejach rangi ITF w grze podwójnej.
Ostatni mecz w rozgrywkach WTA/ITF rozegrała w 2015 roku. Następnie z powodzeniem brała udział w rozgrywkach NCAA.

## Wygrane turnieje rangi ITF
| turnieje z pulą nagród 100 000 $ |
| turnieje z pulą nagród 75 000 $  |
| turnieje z pulą nagród 50 000 $  |
| turnieje z pulą nagród 25 000 $  |
| turnieje z pulą nagród 15 000 $  |
| turnieje z pulą nagród 10 000 $  |

### Gra podwójna
|    | Data       | Turniej    | Kat. | ($)    | Naw.     | Partnerka         | Mistrzynie                         | Wynik              |
| 1. | 02/06/2013 | Cantanhede | ITF  | 10 000 | dywanowa | Agata Barańska    | Aranza Salut Carolina Zeballos     | 6:7(4), 6:4, 12-10 |
| 2. | 16/08/2014 | Innsbruck  | ITF  | 10 000 | ziemna   | Camilla Rosatello | Isabella Shinikova Julia Stamatova | 6:2, 6:2           |